# Maculosalia flavicercia
Maculosalia flavicercia är en tvåvingeart som beskrevs av Chao och Liu 1985. Maculosalia flavicercia ingår i släktet Maculosalia och familjen parasitflugor. Inga underarter finns listade i Catalogue of Life.